# Le Havre infos
Le Havre infos est un hebdomadaire d'informations gratuit paraissant le mercredi au Havre. Il est lancé le 17 novembre 2010 par Publihebdos, filiale du Groupe SIPA - Ouest-France ; son rédacteur en chef actuel est Briac Trébert. Il emploie sept personnes, dont quatre journalistes. Son premier numéro est tiré à 40 000 exemplaires. Il compte 24 pages en couleur au format tabloïd. La publicité est confiée à Hebdoscom, filiale de Précom. Le Havre Infos est disponible en libre service dans plusieurs lieux publics du Havre et chez certains commerçants.